# Carmen Sarge
Carmen Sarge, verheiratete Ibe (* 12. August 1970 in Potsdam) ist eine ehemalige deutsche Schauspielerin, die als Kind Hauptdarstellerin in einem erfolgreichen deutschen Kinderfilm war.

## Leben
Die Tochter von Spätaussiedlern aus Ostpreußen spielte 1981 die Rolle der Tilla in dem DEFA-Kinderfilm Die dicke Tilla des Regisseurs Werner Bergmann.
Nach dem Abitur studierte sie Evangelische Theologie und war 2000 bis 2018 als Pastorin in den Evangelisch-Freikirchlichen Gemeinden in Delitzsch und Bitterfeld tätig. Seit 2019 ist sie Pastorin in der Evangelisch-Freikirchlichen Gemeinde Siegen-Weidenau.
Carmen Sarge war bis zu dessen Tod mit dem Autor Klaus Seehafer verheiratet. Seit 2024 ist sie mit Andreas Ibe verheiratet.